# Бодайбо
Бодайбо́ (рос. Бодайбо) — місто, центр Бодайбинського району Іркутської області Росії, на річці Вітімі при впадінні ріки Бодайбо. Має регулярне повітряне сполучення з Іркутськом. Населення — 16 тис. мешканців (2005), у 1959 році — 18 тис. осіб.
Виникло в 1860-х роках як центр Ленського золотопромислового району. На золоторозробках Бодайбо 1912 року відбувся масовий страйк робітників, жорстоко придушений царським урядом; страйк викликав хвилю протестів по всій країні (див. Ленський розстріл). У сучасному Бодайбо працюють ремонтно-механічні майстерні, цегельні й лісопильний заводи. Є гірничий технікум.

## Персоналії
- Якут Всеволод Семенович (1912—1991) — радянський російський актор.